# Doggerbank

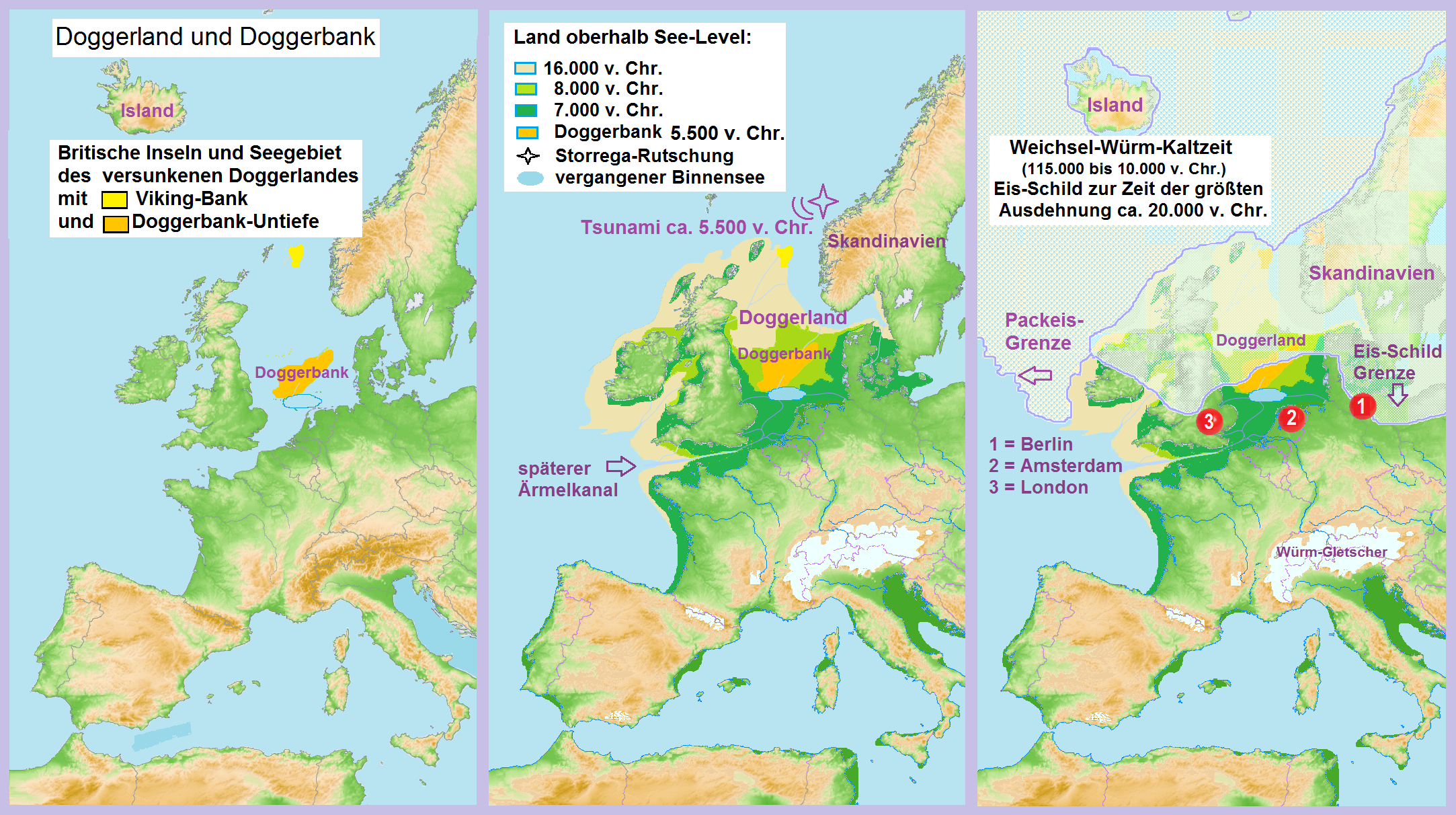
Doggerbank – Relikt des ehemaligen Doggerlandes zwischen dem Festland und Britannien: geographische Situation von 2000 (links) sowie Weichsel- und Würm-Kaltzeit (rechts)

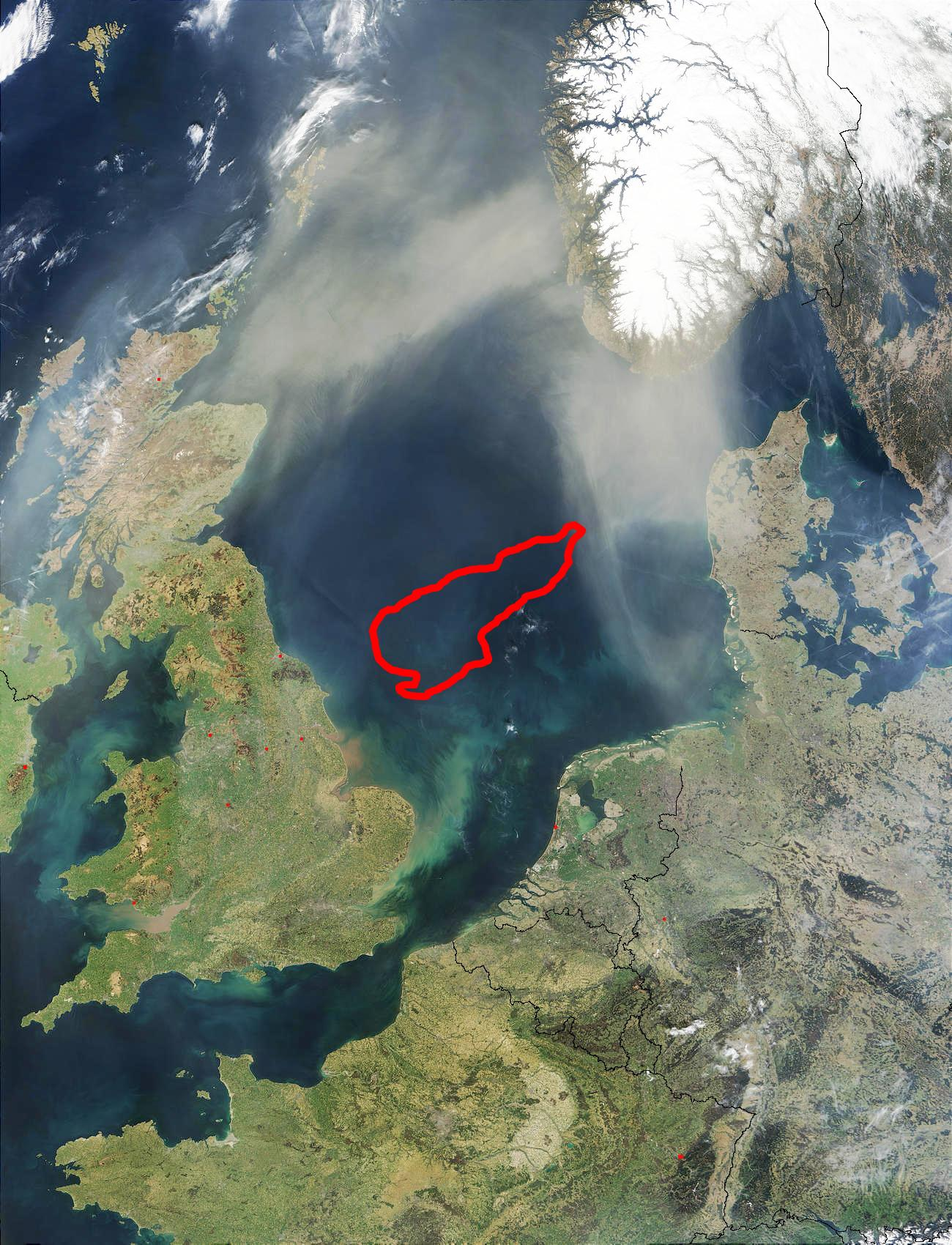
Satellitenaufnahme der Nordsee, rot umrandet die Doggerbank

Kartenskizze mit Doggerland im frühen Holozän

Die Doggerbank (von mndl. dogger für „Fischerboot, insb. für den Kabeljaufang“) ist eine große, langgestreckte, stellenweise nur etwa 13 Meter unter dem Meeresspiegel liegende Sandbank in der Nordsee. Sie gilt als nordwestliche Begrenzung der großen Deutschen Bucht. Teile der Doggerbank in der ausschließlichen Wirtschaftszone Deutschlands (Doggerbank (Naturschutzgebiet)) und der Niederlande (Doggersbank) sind als Naturschutzgebiet ausgewiesen.

## Geographie

### Lage
Die Doggerbank befindet sich in der Nordsee ungefähr zwischen der englischen Grafschaft Yorkshire (Vereinigtes Königreich), auf Höhe von Middlesbrough, und dem Mittelteil der Halbinsel Jütland (Dänemark), in Richtung des Ringköbingfjords. Das Westende der Sandbank ist rund 100 Kilometer von der britischen Ostküste, ihr Ostende rund 125 bis 150 Kilometer von der dänischen Westküste entfernt.

### Ausdehnung
Die Doggerbank ist zwischen 300 und 350 Kilometer lang (in West-Ost-Richtung) und bis zu 120 Kilometer breit. Die Flächenausdehnung beträgt 17.600 Quadratkilometer. Sie weist eine in etwa tropfenförmige Form auf, wobei das schmalere Ende in Richtung Jütland zeigt.

### Meerestiefe
Während die Nordsee eine durchschnittliche Tiefe von 94 Metern hat, ist die Doggerbank im Mittel 30 Meter tief. Ihre seichteste Stelle (gelegen etwa zwischen 54 und 55 Grad nördlicher Breite sowie zwischen 1 und 2 Grad östlicher Länge) misst sogar nur 13 Meter.

## Geschichte

### Frühzeit
Entstanden ist die Doggerbank wahrscheinlich als Moränenbildung im Pleistozän. Dies geschah nördlich der späteren, damals deutlich nach Norden vorgeschobenen Mündung des eiszeitlichen Rheins.
Während der Eiszeiten – als der Meeresspiegel bis zu 100 Meter niedriger als heutzutage lag und sich die Nordseeküste etwa 600 Kilometer nördlich ihrer heutigen Position befand – lagen die Bank und die umgebenden Meeresgebiete trocken und bildeten das Doggerland. Auch der Ärmelkanal lag bis auf seine westlichen Bereiche trocken, so dass eine Landverbindung zwischen England und dem Festland bestand.
Auf dem wegen des Absinkens des Meeresspiegels im Gebiet der Doggerbank und am Ärmelkanal entstandenen Inselquerriegel konnte sich zum Beispiel zum Ende der letzten Eiszeit spärlicher beziehungsweise borealer Bewuchs entwickeln. Die niedriger gelegenen Gebiete zwischen beiden Landverbindungen an der Doggerbank und am Ärmelkanal (heutige südliche Nordsee) waren von einem Süßwasser-See erfüllt.
Als in der Mittelsteinzeit um etwa 6500 v. Chr. die Kreidefelsverbindung zwischen den heutigen Städten Dover und Calais genug erodiert war, konnte das Wasser dieses Süßwassersees über den Ärmelkanal in den Atlantik abfließen. Anschließend stieg der Meeresspiegel an, so dass Doggerbank und Ärmelkanal allmählich wieder überflutet wurden und das Wasser – wie vor der Eiszeit und heutzutage – aus dem Atlantik über den Ärmelkanal in die Nordsee fließen konnte, um entlang der norwegischen Küste in den Nordatlantik zu strömen.
Die Doggerbank wurde wahrscheinlich um etwa 6150 v. Chr. (8100 ± 100 calcBP) durch Tsunamis infolge der gewaltigen Storegga-Rutschung überspült. Die durch diese Rutschung von unterseeischem Schutt und Geröll ausgelöste Welle überrollte das ehemalige, nur wenige Meter über dem damaligen Meeresspiegel liegende Doggerland, was für die damaligen Bewohner – Jäger und Sammler – verheerende Folgen hatte.

### Neuzeit
Am Abend des 17. Juni 1696, während des Pfälzischen Erbfolgekrieges, kam es hier zu einer Seeschlacht zwischen sieben französischen und fünf niederländischen Kriegsschiffen. Letztere eskortierten einen Konvoi von 112 Handelsschiffen. Die französischen Schiffe wurden von dem erfahrenen Kaperer Jean Bart kommandiert. Die niederländischen Kriegsschiffe kapitulierten eines nach dem anderen. Jean Bart ließ 25 Handelsschiffe entern und in Brand stecken; dann flüchteten die französischen Schiffe vor einer großen Squadron englischer Kriegsschiffe unter Admiral John Benbow nach Dänemark.
Am 5. August 1781 kam es während des Vierten Englisch-Niederländischen Seekrieges zur Schlacht auf der Doggerbank, die unentschieden ausging.
In der Nacht vom 21. auf den 22. Oktober 1904 wurden beim Doggerbank-Zwischenfall britische Fischerboote über der Doggerbank versehentlich durch die russische Flotte beschossen, die jene auf ihrer Fahrt in den Russisch-Japanischen Krieg für feindliche Torpedoboote hielt.
Am 24. Januar 1915 fand hier das Gefecht auf der Doggerbank zwischen deutschen und britischen Schlachtkreuzern statt. Das Seegefecht endete mit dem Untergang des Kreuzers Blücher und einem taktischen Sieg des britischen Geschwaders.
Im Zweiten Weltkrieg bombardierte die 1. Staffel des Kampfgeschwaders 26, mit ihren Heinkel He 111, in der Nacht vom 22. zum 23. Februar 1940 hier irrtümlich die deutschen Zerstörer Leberecht Maass, Max Schultz, Richard Beitzen, Theodor Riedel, Erich Koellner und Friedrich Eckoldt, die zum Unternehmen Wikinger ausgelaufen waren. Durch drei direkte Bombentreffer auf die Leberecht Maass wurde der Kommandant des Schiffes, Korvettenkapitän Bassenge, getötet. Aufgrund des Angriffs gerieten Leberecht Maass und Max Schultz in eine britische Minensperre und sanken unter dem Verlust von 590 Toten.
Während einer Überwasserfahrt im Sturm versank U-Hai am 14. September 1966 in der Doggerbank auf 40 Meter Tiefe. Von den 20 Mann Besatzung wurde nur eine Person gerettet.
Aufgrund ihrer geringen Wassertiefe (sublitoral) ist die Doggerbank als „Sandbank mit nur schwacher ständiger Überspülung durch Meerwasser“ durch die Fauna-Flora-Habitatrichtlinie der Europäischen Union geschützt.

## Wirtschaft

### Fischfang
Die Doggerbank gilt als gutes Fischfanggebiet, insbesondere für Kabeljau und Scholle, die sich wegen des wärmeren Wassers gern in den flachen Wasserzonen aufhalten. Das ausschließliche Vorkommen der Moostierchen (Bryozoa) in dieser Region hat der durch sie ausgelösten allergischen Hautreaktion den Namen Doggerbank-Krankheit eingebracht.

### Windenergie

Lage der Doggerbank innerhalb der Windparks in der Deutschen Bucht

Mehrere Staaten planen, die Doggerbank großflächig für die Windenergienutzung zu erschließen. So existieren Pläne, in dem Seegebiet großräumig Windenergieanlagen mit bis zu 100.000 Megawatt Leistung (= 100 Gigawatt, GW) aufzubauen. Dies würde mit einem internationalen Verteilnetz realisiert.
Für das Verteilernetz planen die Übertragungsnetzbetreiber Tennet TSO B.V. aus den Niederlanden, Tennet TSO GmbH aus Deutschland, Energinet.dk aus Dänemark und Port of Rotterdam unter dem Namen North Sea Wind Power Hub Windenergie-Verteilkreuze in der Nordsee. Im Bereich der Doggerbank sollen eine oder mehrere künstliche Inseln (Power Link Island) aufgeschüttet werden. Darauf sollen Energieverteilkreuze mit Interkonnektoren zur Verteilung der Energie von den Windparks und allgemein zwischen allen Nordsee-Anrainerstaaten errichtet werden, ferner eine zentrale Wartungsstation für Offshore-Windparks. Ziel ist unter anderem eine Kostensenkung sowie der rationellere Betrieb dieser Windparks. Auf der Insel sollen beispielsweise Konverterstationen errichtet werden, was die Kosten gegenüber im Meer stehenden Konverterplattformen deutlich senken würde. Zudem könnten dort Ersatzteile und Werkzeuge in räumlicher Nähe zu den Windkraftanlagen gelagert werden und Unterkünfte für Servicetechniker entstehen, so dass weniger Hin- und Rückreiseverkehr zur Insel nötig wäre. Hierzu wurde am 23. März 2017 ein Vertrag im Beisein des EU-Kommissars für die Energieunion, Maroš Šefčovič, unterzeichnet.
Weiter vorangeschritten als dieses Projekt sind die Pläne der britischen Regierung zum Bau des Offshore-Windparks Dogger Bank. Geplant ist die Installation von etwa 1500 Windenergieanlagen mit einer Leistung von insgesamt rund neun Gigawatt, was einem der größten Offshore-Windparks der Erde entspräche. Ein weiterer Ausbau auf bis zu 13 Gigawatt erscheint möglich. Die Fläche beträgt etwa 8600 Quadratkilometer, wobei die Wassertiefe von 20 bis 60 Metern reicht.